# Nikodim Siliwanowitsch

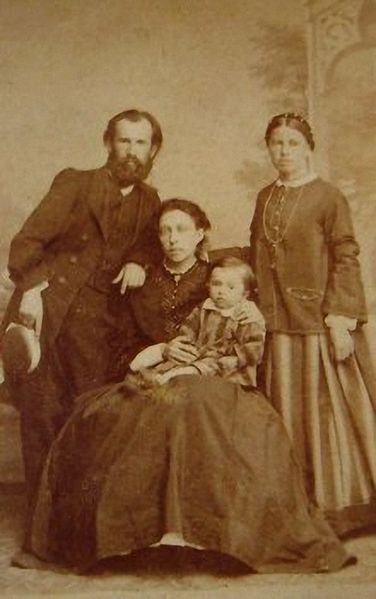
Silvanavičius mit seiner Familie

Nikodim Siliwanowitsch (* 25. Dezember 1834 im Powiat Wilejka, Gouvernement Wilna; † 21. Mai 1919) war ein belarussischer Maler.

## Leben
1854 absolvierte Silivanowitsch die Grundschule Maladsetschna. 
1855 wurde er von einem Gutshofsinhaber wegen der Begabungen für Malerei nach Sankt Petersburg entsandt. 
Von 1856 bis 1863 absolvierte Silivanowitsch die Russische Kunstakademie und wurde Maler.
Von 1864 bis 1866 lebte er in Vilnius und arbeitete in seiner Werkstatt. 
1866 bekam er den Titel des Malers der 3. Klasse und studierte Mosaik an der Akademie. 
1870 wurde Silivanowitsch Maler der 2. Klasse und absolvierte die Abteilung Mosaik der Akademie.
1874 wurde er Mosaik-Maler der 1. Klasse.
Von 1885 bis 1889 arbeitete er an der Kunstakademie in St. Petersburg. 
Seine Arbeiten wurden in Berlin, Kopenhagen, Moskau, St. Petersburg, Paris, Vilnius ausgestellt. Von 1883 bis 1885fotografierte er im Sommer in Birštonas. Ab 1901 lebte er nach dem Tod seiner Frau in Birštonas.
Ab 1911 lebte er in Prienai.
1988 wurde die Draugystės-Straße zur Silvanavičius-Straße umbenannt und 2000 das Sakralmuseum mit Bildern des Malers in Birštonas eingerichtet. 
Seine Bilder befinden sich in den litauischen Orten Nemajūnai, Punia, Stakliškės, Jieznas.